# Papenius (Orgelbauerfamilie)
Die Familie Papenius (auch Papenio, latinisiert von Pape oder Papen) war eine Orgelbauerfamilie in Mitteldeutschland. In drei Generationen sind nach heutigem Forschungsstand über 30 Orgeln errichtet worden, von denen ca. 20 größtenteils bis heute erhalten sind.

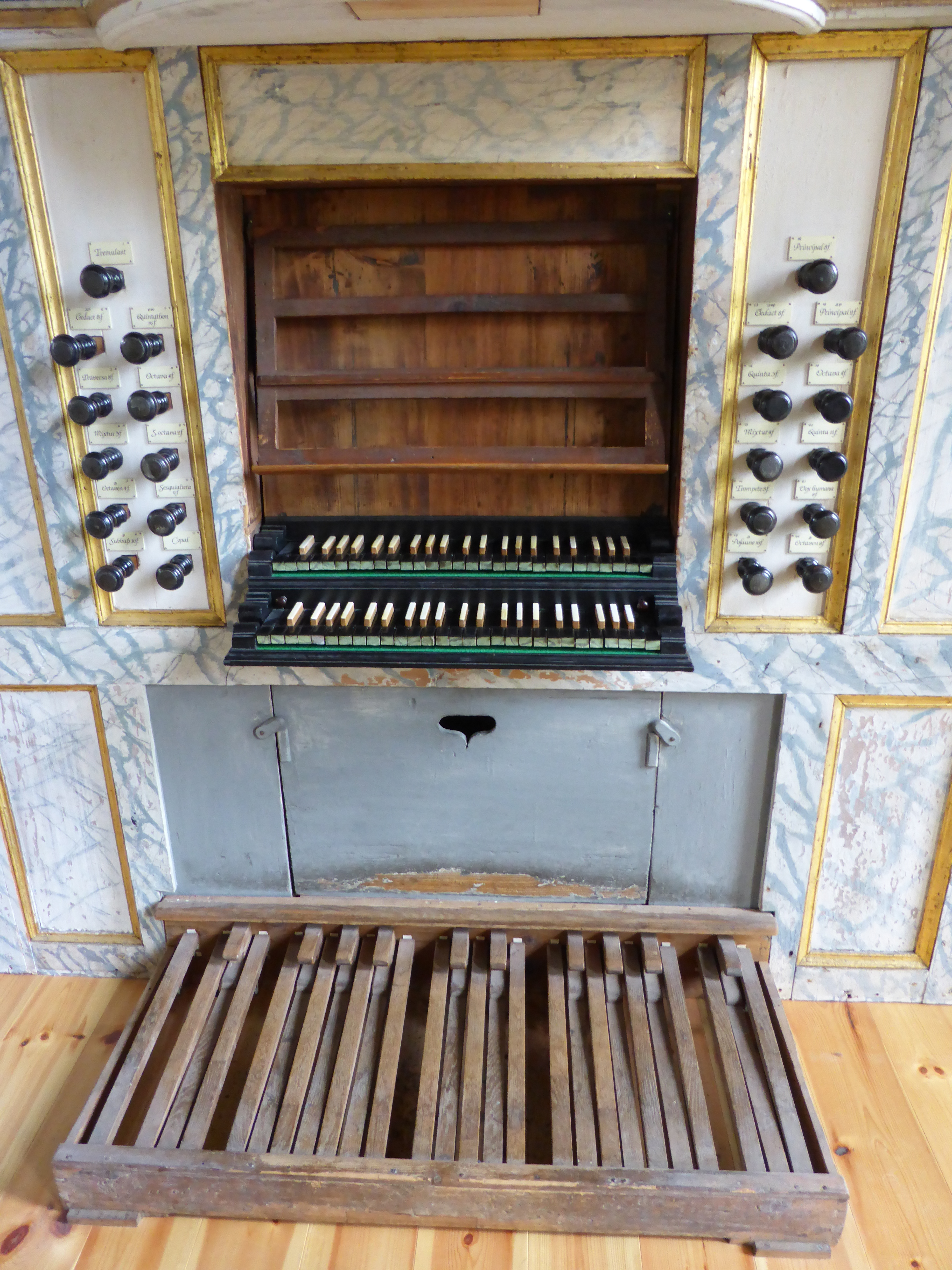
Spieltisch der von Johann Adolarius Papenius gebauten Orgel in Hordorf (jetzt in der St.-Marien-Kirche in Bad Belzig)

## Wirkungsbereich
Der Wirkungsbereich der Familie erstreckte sich auf die Gebiete des Harzes, Nordthüringen und Ostniedersachsen. Der Ursprung der Familie ist wahrscheinlich um Nordhausen am Harz zu finden. Ab etwa 1662 ist Georg Benedict Papenius († 6. Juni 1709 in Nordhausen) als Orgelbauer dort vermerkt.

## Werk

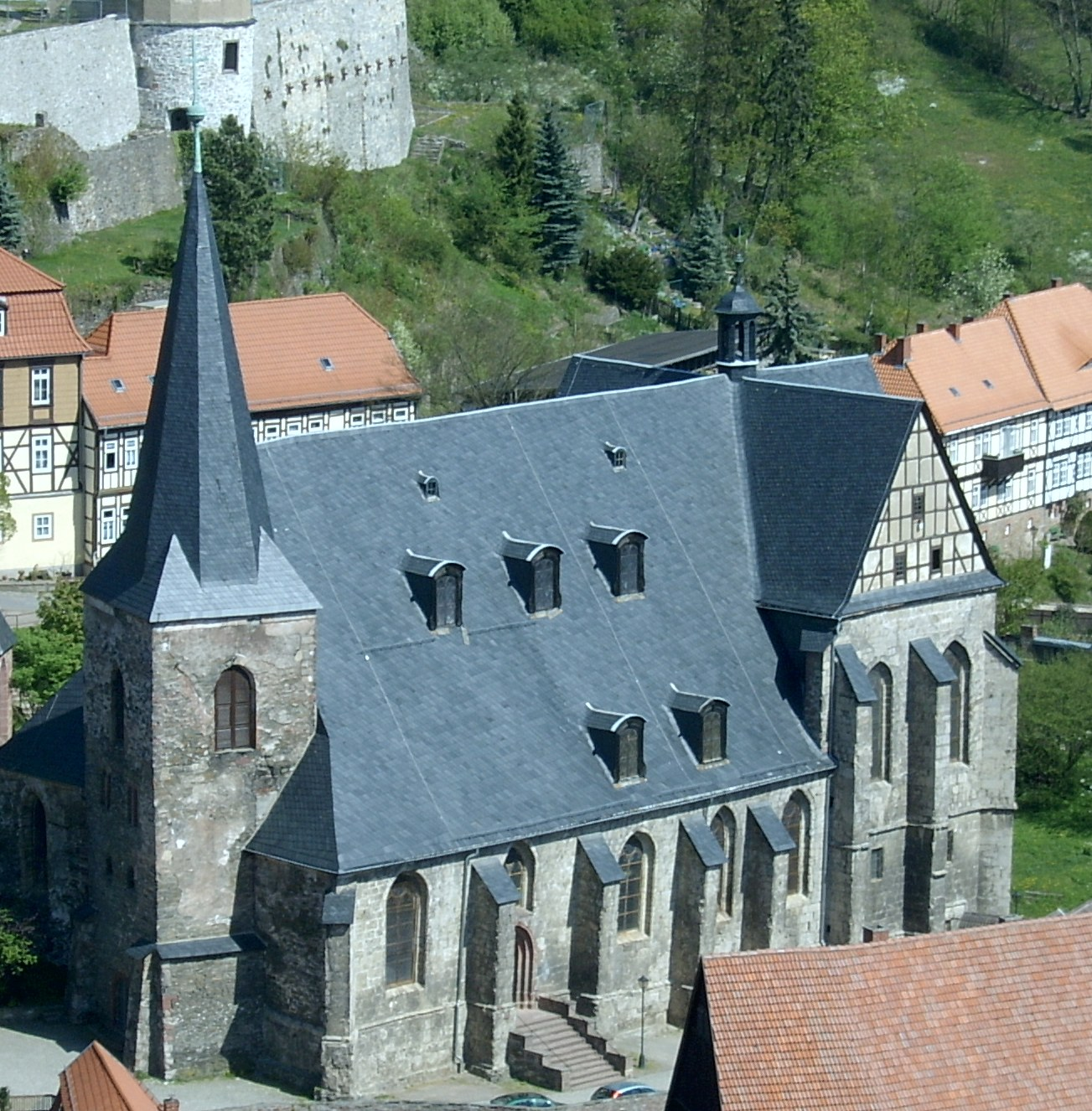
Kirche St. Martini in Stolberg (Harz); der Einbau der Papenius-Orgel, deren Gehäuse noch erhalten ist, dauerte über 30 Jahre

### Erste Generation
Vom Begründer der Dynastie Georg Benedict Papenius sind kaum Werke erhalten bzw. bekannt. Sicher ist nur, dass er um 1662 eine Orgelwerkstatt in Nordhausen besaß.
Seine nachweisbaren Kinder waren:
- Johann Conrad Papenius (* 23. Dezember 1662 in Nordhausen; † 15. Dezember 1733), verheiratet am 8. Juli 1690 mit Maria Margaretha Trefort in St. Petri Nordhausen[1], wurde als „Senator“ beigesetzt,
- Johann Georg Papenius (* 28. Juli 1668 in Nordhausen; † vor 1745) führte die Orgelbauwerkstatt seines Vaters weiter,
- Adam Heinrich Papenius (* in Nordhausen), am 7. Januar 1710 in der Bürgerrolle von Nordhausen als „Orgelmacher“ eingetragen.

#### Werkliste
Die Größe der Instrumente wird in der fünften Spalte durch die Anzahl der Manuale und die Anzahl der klingenden Register in der sechsten Spalte angezeigt. Ein großes „P“ steht für ein selbstständiges Pedal, ein kleines „p“ für ein angehängtes Pedal. Eine Kursivierung zeigt an, dass die betreffende Orgel nicht mehr erhalten ist.
| Jahr      | Ort           | Gebäude                    | Bild\|             | Manuale | Register | Bemerkungen |
| --------- | ------------- | -------------------------- | ------------------ | ------- | -------- | --- |
| 1662      | Bielen        | St. Martin und Johannes    | Bilder der Orgel → | I/P     | 15       | mehrfach umgebaut, erhalten; eine der ältesten Orgeln in Thüringen.                                              |
| 1680-1682 | Dittichenrode | St.-Marien-und-Anna-Kirche |                    |         |          | Umbau 1699 durch Benedict Papenius, 1894 abgebaut, in der neuen Orgel wurde kein altes Material wiederverwendet. |

### Zweite Generation

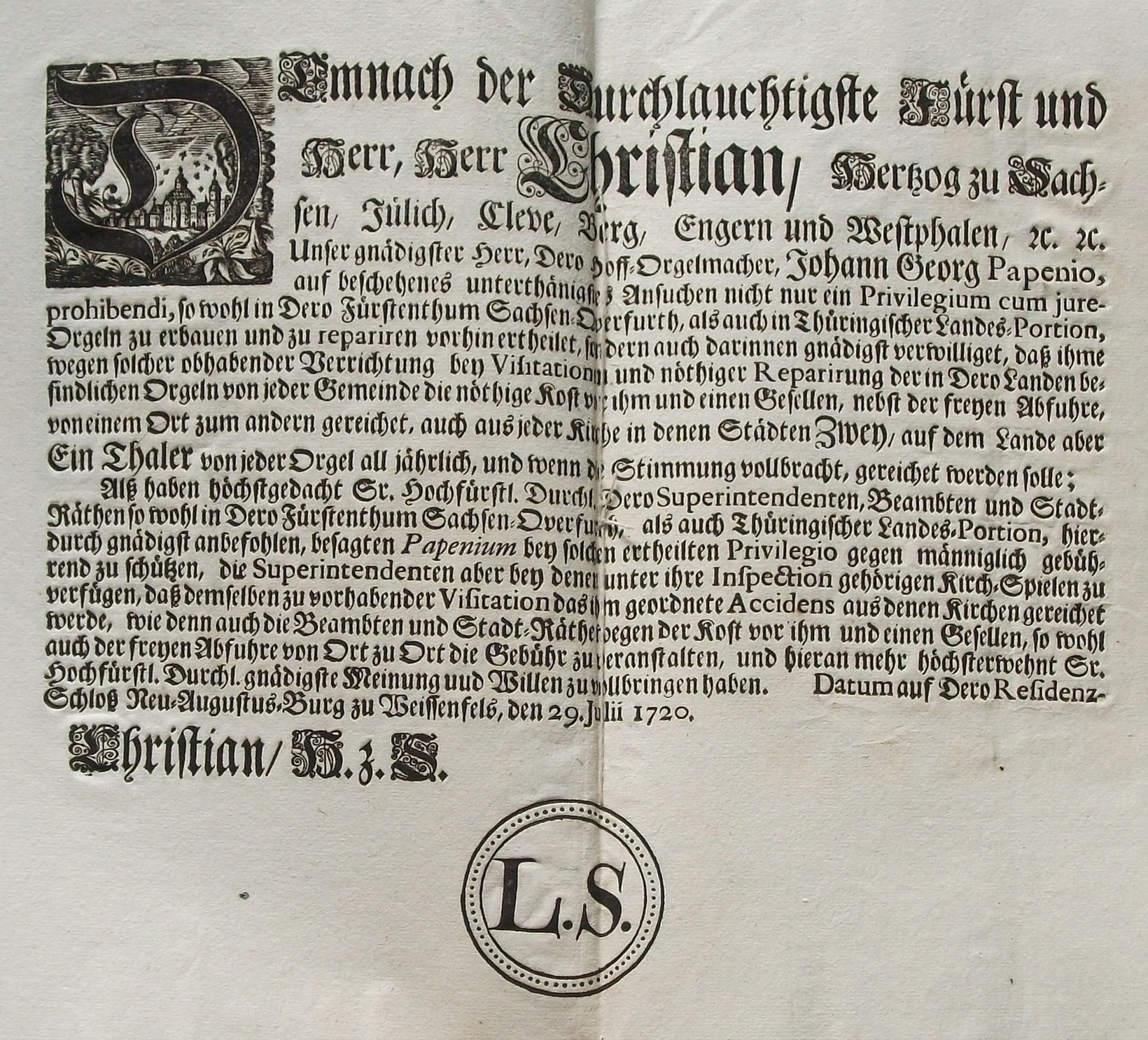
Orgelbauprivileg für Johann Georg Papenius von Christian zu Sachsen-Weißenfels von 1720

Über Adam Heinrich Papenius und Johann Conrad Papenius ist bisher nichts weiter bekannt, außer dass sie 1710 bzw. 1690 als Orgelbauer erwähnt werden.
Johann Georg Papenius heiratete am 30. Juni 1691 in Kleinleinungen Dorothea Elisabeth Maken und wohnte auch dort längere Zeit. Fünf seiner insgesamt zehn Kinder wurden hier geboren. Im Jahr 1695 baute er in der Sankt-Martini-Kirche des Ortes ein kleines Orgelwerk, für das er 16 Reichstaler in bar und dreieinhalb Acker Land am Buchberg erhielt. 1701 zog die Familie nach Stolberg. Wie eine Hausinschrift zeigt, wohnte sie dort in der Rittergasse 24. Die Kirchenbücher bezeugen das weitere Wachsen der Familie bis zum Jahr 1711. Im Jahr 1720 erhielt Johann Georg Papenius von Christian zu Sachsen-Weißenfels das Privileg in Sachsen-Querfurt und in Thüringischer Landes-Portion (wahrscheinlich sind die weißenfelsischen Gebiete westlich von Querfurt gemeint) Orgeln bauen zu dürfen.
Wann und wo Johann Georg Papenius starb, ist bisher nicht bekannt. Einen Hinweis auf ein Todesjahr vor 1745 gibt nur die Sterbeeintragung seiner Witwe; sie wurde am 7. Februar 1745 in Stolberg beerdigt.
Seine fünf in Kleinleinungen geborenen Kinder waren:
- 23. Mai 1692: Julius Heinrich Caspar (Taufe am 30. Juni)
- 13. Juli 1694: Anna Elisabeth (starb am Tag darauf)
- 5. Februar 1695: Margaretha Elisabetha
- 10. Oktober 1697: Johannes Adolarius (setzte die Orgelbautradition fort)
- 7. Januar 1700: Maria Elisabeth

In Stolberg wurden geboren:
- Februar 1702: Johann Michael
- 1704: Tochter
- 5. November 1707: Justus Heinrich (arbeitete wahrscheinlich nur in der Werkstatt von Johannes Adolarius mit)[5]
- 1. März 1710: Sohn (starb kurz nach der Geburt)

#### Werkliste
| Jahr      | Ort            | Gebäude         | Bild                | Manuale | Register | Bemerkungen |
| --------- | -------------- | --------------- | ------------------- | ------- | -------- | --- |
| 1695      | Kleinleinungen | St. Martin      |                     | I/P     | 6        | Erste von Johann Georg Papenius erbaute Orgel. Kirche wurde vor 1819 wegen Baufälligkeit abgerissen. Die Orgel ist verschollen. |
| nach 1696 | Pölsfeld       | St. Moritz      | Bild der Orgel →    | I/p     | 8        | 1728 erfolgte durch Zacharias Hildebrandt der Neubau der Orgel unter Verwendung der vorhandenen vier Register mit weiteren Registern ohne Pedal. Später wurde weitere Änderungen vorgenommen. Durch die Firma Eule aus Bautzen erfolgte 1982 die letzte Instandsetzung. |
| 1700      | Großleinungen  | St. Michaelis   |                     | I/P     | 13       | Orgel ist nicht mehr erhalten. |
| 1700      | Kindelbrück    | St. Ulrich      |                     | II/P    | 31       | [ 9 ] |
| 1701–1703 | Stolberg       | St. Martini     |                     | II/P    | 28       | Die Endabnahme der Orgel verzögerte sich wegen Geldmangels viele Jahre. Am 16. Juli 1735 nahm Johann Christian Credius den Orgelumbau ab. Das Gehäuse ist erhalten. |
| 1703      | Bösenrode      | St. Nicolai     | Bild des Gehäuses → | I       |          | umgebaut erhalten; Denkmalorgel; z. Z. ausgelagert. |
| 1707      | Günstedt       | St. Petri-Pauli |                     | I       |          | Orgel ist nicht mehr erhalten. |
| 1708      | Schlewecke     | Dorfkirche      |                     | I       | 9        | [ 14 ] |
| 1708      | Oldisleben     | St. Johannis    |                     |         | 16       | Kirche und Orgel 1908 abgebrochen. |
| 1713      | Tilleda        | St. Salvator    |                     | II/P    | 18       | Die Orgel ist ein Schleifladeninstrument in barockem Gehäuse mit zwei Manualen und 18 Registern. Der Orgelprospekt wurde zur gleichen Zeit wie der Altar eingebaut. Eine Besonderheit ist das Register Vogelgeschrey. Um 1820 baute der Orgelbauer Scheidler aus Bennungen das Instrument teilweise um und erneuerte den Blasebalg. Die Orgel litt lange Zeit unter der schlechten Dachisolierung und war seit etwa 1970 nicht mehr spielbar, bis sie 1998 grundlegend saniert wurde. Fast 80 % aller Teile sind noch original in der Substanz von 1713. Bei der Restaurierung 1998 wurde die Jahreszahl 1713 im Orgelgehäuse entdeckt. Auf der Orgel wurde 2018 eine CD mit Werken von Johann Sebastian Bach und Johann Ludwig Krebs eingespielt. |
| 1718      | Roßla          | St. Trinitatis  |                     | II/P    | 34       | [ 18 ] |
| 1719      | Nemsdorf       | St. Georg       | Bild der Orgel →    | II      | 22       | Umbau 1902 durch Wilhelm Rühlmann; nur Gehäuse von Papenius erhalten. |
| 1722      | Mücheln        | Sankt-Jakobi    |                     |         |          | [ 20 ] |
| 1729      | Nordhausen     | St. Nikolai     |                     | III/P   | 42       | Koppeln: II/I, III/I, I/P, zwei Sterne. Die Kirche und Orgel wurden am 3. April 1945 durch einen Luftangriff zerstört. Der Prospekt war mit Ranken und barockem Blattwerk verziert, die Figuren zweier Paukenschläger befanden sich über den Pfeifenerkern, die Figuren König Davids mit Harfe und seiner Frau mit kleiner Pauke standen links und rechts der Klaviaturen. Putten und Engel mit Lauten, Posaunen und Trompeten waren Teil des Prospekts. |

### Dritte Generation
Johann Adolarius Papenius (* 10. Oktober 1697 in Kleinleinungen; † 10. Januar 1776 in Halberstadt) gilt als bedeutendster Vertreter der Orgelbauerfamilie. Er erlernte das Handwerk von seinem Vater Johann Georg Papenius und ist zwischen 1737 und 1770 nachweisbar. Er arbeitete wahrscheinlich bis 1738 in der Werkstatt seines Vaters, eine erste Erwähnung existiert 1737–1739 zur Reparatur in der Kirche in Berßel.
Er verzog um 1740 nach Halberstadt und hatte dort eine Orgelwerkstatt. Eine seiner letzten dokumentierten Aktivitäten war die Inventarisierung der Gröninger Orgel vor deren Umsetzung 1770 in die St. Martini-Kirche nach Halberstadt.
Wie viele Orgeln der spätere Halberstädter tatsächlich baute und ob er Kinder hatte, ist nicht bekannt. 

#### Werkliste
| Jahr      | Ort                  | Gebäude                          | Bild             | Manuale | Register | Bemerkungen |
| --------- | -------------------- | -------------------------------- | ---------------- | ------- | -------- | --- |
| um 1738   | Gatersleben          | St. Stephani                     |                  | II/P    | 27       | Umbau der Orgel durch Adolf Reubke (1854) und Ernst Röver (1889); Ob noch Teile von Papenius erhalten sind, ist unklar. |
| 1742      | Roklum               | Marienkirche                     |                  | II/P    | 17       | Artikel über Planung der Generalüberholung ab 2018 mit Bild der Orgel → |
| 1742      | Werlaburgdorf        | Dorfkirche                       |                  | II/P    |          | Schleifladen. 1764 und 1775 Reparaturen durch unbekannten Orgelbauer, 1812/1814 durch Johann Friedrich Ernst Hüsemann (Wolfenbüttel), 1821 und später durch Bernhard Berger (de la Rivoire) (Peine), 1875–1883 durch Georg Breust (Goslar); 1886 baute Heinrich Vieth (Celle) die Orgel um. |
| 1741/1742 | Klein Quenstedt      | Kirche zum Heiligen Berge Gottes | Bild der Orgel → | II/P    | 20       | Beschreibung der Kirche und Orgel → ; Dokumentation im Jahre 1989 |
| 1742–1745 | Heteborn             | Dorfkirche                       |                  | I/P     | 16       | Orgel ist nicht mehr erhalten. |
| 1742–1745 | Wedderstedt          | Dorfkirche                       |                  | II/P    | 16       | Orgel ist nicht mehr erhalten. |
| 1742–1745 | Königerode           | St. Andreas                      |                  | I/P     | 16       | Orgel ist nicht mehr erhalten. |
| 1745      | Danstedt             | St. Udalrici                     |                  | II/P    | 24       | Prospekt mit Prospektpfeifen erhalten, 1886–1888 Neubau der Orgel durch Friedrich Ladegast. |
| 1746      | Lochtum              | St. Maria                        |                  | II/P    | 17       | möglicherweise von Papenius. |
| 1747      | ursprünglich Hordorf | St. Stephanus                    |                  | II/P    | 20       | Die Orgel wurde von 1746 bis 1747 für die Dorfkirche in Hordorf bei Oschersleben gebaut. Am 26. Oktober 1748 wird von Justus Heinrich Papenius der Erhalt von 630 Talern im Namen seines Bruders quittiert. Im Jahre 1832 wurde durch Wilhelm Boden aus Halberstadt eine geringfügige Umdisponierung vorgenommen. Wahrscheinlich 1917 wurden die Prospektpfeifen zu Kriegszwecken abgegeben. 1974 trug die Firma VEB Schuke Orgelbau aus Potsdam die Orgel aus der einsturzgefährdeten Kirche in Hordorf ab und baute sie im jetzigen Brandenburgischen Orgelmuseum in St. Marien (Bad Belzig) im nördlichen Querhaus wieder auf. Dabei wurde die Originaldisposition von 1747 wiederhergestellt. Die Prospektpfeifen Principal 8′ wurden ersetzt und die Holzpfeifen Subbass 16′, die der Holzwurm beschädigt hatte, unter Verwendung der Kerne erneuert. 1979 wurde das rekonstruierte und restaurierte Instrument wieder eingeweiht. 2014 wurde es durch Schuke auf ein neugebautes Podest umgesetzt und gereinigt → Orgel |
| 1747–1748 | Stadt Hadmersleben   | St.-Stephani-Kirche              |                  | II/P    | 18       | |
| 1748      | Ströbeck             | Dorfkirche                       |                  | II/P    | 23       | Orgel ist nicht mehr erhalten. |
| 1750      | Emersleben           | St. Petri                        |                  | II/P    | 26       | Prospekt ist erhalten. |
| 1751      | Hedersleben          | Kloster St. Gertrudis            |                  | II/P    | 20       | Die Orgel wurde 1826 aus der Kirche des (säkularisierten) Klosters in das Kloster Unser Lieben Frauen in Magdeburg übernommen. Später abgebaut oder zerstört. |
| 1750–1752 | Dingelstedt          | St. Stephani                     |                  | II/P    | 27       | Gehäuse vermutlich von Papenius; 1880 Neubau durch Hülle; 1917 Abgabe der Zinn-Prospektpfeifen und Ersatz durch Zinkpfeifen; 2014/2015 Restaurierung durch Orgelbauer Martin Lodahl (Dingelstedt) u. a. Einbau neuer Prospektpfeifen aus Zinn. |
| 1755      | Kloster Adersleben   | St. Nikolaus                     |                  | II/P    | 31       | Schleifladen; Umbau im Jahre 1872 durch Wilhelm Bergen, Halberstadt. |
| 1756      | Aspenstedt           | St. Urbanii                      |                  | II/P    | 15       | Prospekt und Prospektpfeifen erhalten, 1901 Neubau durch Ernst Röver, in den 1990er Jahren Renovierung durch Hüfken Orgelbau. |
| 1756–1757 | Badersleben          | St. Sixti                        |                  | II/P    | 26       | [ 31 ] |
| 1759      | Rohrsheim            | Matthäus-und-Markus-Kirche       |                  | II/P    | 26       | Bis 1792 erweitert und gepflegt von Papenius' Nachfolger Johann Christoph Wiedemann. |
| 1760      | Huysburg             | Kloster                          |                  | II/P    | 27       | Den Orgelprospekt mit Rokokoskulpturen musizierender Engel auf mehrfach geschwungener und auch an der Unteransicht geschnitzter Empore fertigte der Halberstädter Bildhauer Joseph Bartholdi. 1761 von Johann Christoph Wiedemann vollendet. Durch unsachgemäße Restaurierung im 19. Jahrhundert stark beschädigt; 1983 durch die Orgelbaufirma Eule aus Bautzen mit einem neuen Werk mit 27 Registern ersetzt. Gehäuse ist erhalten. |

## Schüler und weitere Familienmitglieder, die im Orgelbau tätig waren

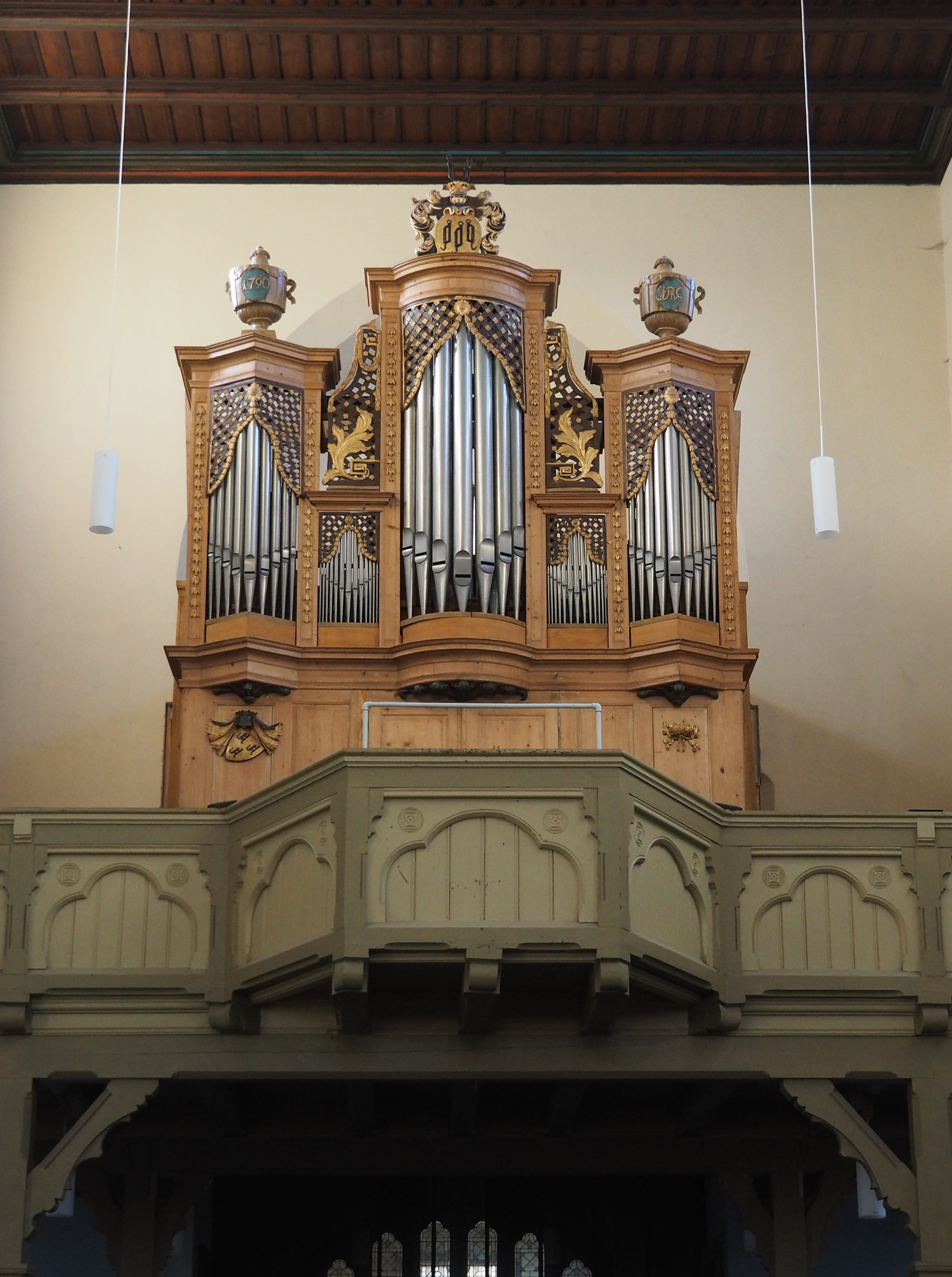
Jesse-Orgel in der Sylvestrikirche in Wernigerode

- Johannes Michael Papenius (wahrscheinlich der Sohn von Johann Adolarius) aus Halberstadt reinigte 1742 die von Gottfried Fritzsche erbaute und von Christoph Treutmann erweiterte Orgel der St.-Levin-Kirche in Harbke und veränderte die Stimmung „... insonderheit, da die Temperatur nach alter Art sehr unreine, selbiger abgeholfen und nach jetziger Art eine reine Stimme hineingebracht ….“[33]
- Johann Christoph Mocker II. (* um 1689; † 6. November 1753 in Roßleben)[34] war Geselle beim hochfürstlichen Orgelbauer H. Papenius (Adam Heinrich Papenius?) zu Weißenfels und Stolberg im Jahre 1719.[35]
- Johann Christoph Wiedemann übernahm um 1761 die Werkstatt von Johann Adolarius Papenius.[2]
- (Balthasar Georg) Christoph Jesse (1741–1795) aus Halberstadt baute u. a. die beiden (erhaltenen) Orgeln in der St. Moritz-Kirche in Halberstadt (1787) und in der St. Silvestri-Kirche in Wernigerode (1790).
- Johann Michael Schlesier (auch als 'Schlesinger' in der Literatur genannt) (1718–1788) hatte eine Orgelwerkstatt in Halberstadt.

## Trivia
In der Bad Belziger Marienkirche wurde 2018 auf der Papenius-Orgel das Fußball-WM-Spiel Deutschland–Schweden, das dort auf einer Leinwand gezeigt wurde, musikalisch begleitet.